# Провулок Родини Якубовських
Прову́лок Роди́ни Якубо́вських — провулок у Голосіївському районі міста Києва, місцевість Добрий Шлях. Провулок пішохідний, пролягає від вулиці Цимбалів Яр до вулиці Горяної.

## Історія
Сучасну назву провулок отримав у 2010 році, освячений 30 травня 2010 року.
З провулку є вхід до садиби № 6-А по вулиці Цимбалів Яр, де міститься приватний Музей Якубовських, що містить колекцію старожитностей, оберегів та ікон.